# Пери Парк (Колорадо)
Пери Парк (енгл. Perry Park) насељено је место без административног статуса у америчкој савезној држави Колорадо.

## Демографија
По попису из 2010. године број становника је 1.646, што је 466 (39,5%) становника више него 2000. године.
| Група             | 2000.         | 2010.         |
| Белци             | 1.121 (95,0%) | 1.498 (91,0%) |
| Афроамериканци    | 0 (0,0%)      | 4 (0,2%)      |
| Азијати           | 13 (1,1%)     | 21 (1,3%)     |
| Хиспаноамериканци | 35 (3,0%)     | 89 (5,4%)     |
| Укупно            | 1.180         | 1.646         |